# تفجير إسطنبول (مارس 2004)
تفجيرات إسطنبول في 9 مارس 2004 وقعت بمطعم في منطقة كارتال باسطنبول، وكان ضحيتها أحد العاملين بالمطعم وجُرح خمسة آخرون. وقع هذا الهجوم بعد 911 يومًا من أحداث هجمات 11 سبتمبر 2001.

## المنفذون
نفذ الهجوم على المطعم الذي يرتاده الماسونيون، اثنان من المسلحين الإسلاميين. بدأت العملية بإطلاق النار على حارس في قدميه، ثم دخلوا قاعة الطعام وبدأوا في إطلاق النار على الأشخاص الأربعين الموجودين في الغرفة. ثم قاموا بتفجير قنابل عند المدخل، مما أسفر عن مقتل كوروغول (Kurugöl) العامل بالمطعم. تُوفي أحد المسلحين في الهجوم، بينما أصيب الآخر بجروح خطيرة.

## إعلان المسؤولية
في 11 مارس، تلقت صحيفة القدس العربي بيانا ادعى أن جماعة تابعة لتنظيم القاعدة، اسمها «جند القدس»، هي التي نفذت الهجوم. كان الهدف الرئيسي من البيان هو إعلان المسؤولية عن هجمات تفجيرات مدريد في 11 مارس 2004.

## المحاكمة
في أغسطس 2004، بدأت محاكمة المشتبه بهم. وفي حين قالت السلطات التركية إنه من المحتمل أن تكون هناك صلة بالقاعدة، زعم المهاجم الناجي، إنجين فيورال (Engin Vural)، أنه كان عملاً مستقلاً خطط له مع المهاجم المقتول نهاد دوغرويل (Nihat Doğruel).
اتهمت النيابة العامة رجلاً ثالثاً يدعى آدم تشيتينكايا (Adem Çetinkaya)، الذي وجهت إليه التهمة أيضاً بأنه نظم الهجوم وكان يخطط أيضاً لتفجير محطة تلفزيونية خاصة.

## روابط خارجية
- Raid On Mason Lodge: They Were To Be Burnt نسخة محفوظة 6 يوليو 2015 على موقع واي باك مشين., in Hürriyet 11 March 2004
- "Turkey freemason bomb trial begins". Aljazeera. 6 أغسطس 2004. مؤرشف من الأصل في 2006-05-23. اطلع عليه بتاريخ 2007-09-29.
- (بالتركية) A list of Engin Vural news on Turkish media
- (بالتركية) https://web.archive.org/web/20080628212915/http://www.barobirlik.org.tr/calisma/basinda_yargi/2004/03/16.htm
- (بالتركية) http://www.mehmetfarac.com/belge.asp?select=254 نسخة محفوظة 8 فبراير 2012 على موقع واي باك مشين.